# Bojovnice smaragdová
Bojovnice smaragdová (Betta smaragdina) je druh ryby patřící do čeledi guramovitých.

## Popis
Její pojmenování je ve všech jazycích odvozené od její smaragdové až modré barvy. V přírodě žije ve stojatých vodách jižní a jihovýchodní Asie (v povodí řek Mekong a Menam-Čao-Praja), které jsou velmi často chudé na kyslík. Bojovnicím se proto vyvinul pomocný dýchací „nadžábrový“ orgán, tzv. labyrint, který rybám umožňuje přijímat kyslík přímo ze vzduchu. Tento druh dorůstá délky 7 cm. Samec je větší a má větší ploutve.

## Chov
Bojovnice se dobře hodí do společenských nádrží, ale pouze ke klidným a neagresivním druhům ryb, které bojovnici nebudou okusovat její dlouhé ploutve a současně pro ni nemohou být vizuálním rivalem (např. ryby z čeledi vrubozubcovitých). Ani malé rybky nejsou vhodnými společníky, protože by je bojovnice mohla považovat za potravu. Ideálním chovným prostředím je pro ni akvárium klasického formátu nad 100 litrů, ve kterém nechybí vysoké a volně plovoucí rostliny. Vhodná teplota pro tento druh je mezi 24–30 °C. pH vody by mělo být v rozmezí 6,5–7. Je velmi citlivá na nepříznivé podmínky. Může trpět alergiemi na některé vybavení akvária, případně na přemnožení bakterií a sinic.